# Prix Gossen
Le prix Gossen est un prix annuel décerné par Verein für Socialpolitik (Association des économistes allemands) de moins de 45 ans dont le travail a acquis une reconnaissance internationale. Le prix porte le nom de Hermann Heinrich Gossen.

## Récipiendaires
| Année | Récipiendaires         | Université                                                 |
| ----- | ---------------------- | ---------------------------------------------------------- |
| 1997  | Jürgen von Hagen       | Université rhénane Frédéric-Guillaume de Bonn              |
| 1998  | Michael C. Burda       | Université Humboldt de Berlin                              |
| 1999  | Ernst Fehr             | Université de Zurich                                       |
| 2000  | Kai A. Konrad          | Université libre de Berlin                                 |
| 2001  | Klaus M. Schmidt       | Université Louis-et-Maximilien de Munich                   |
| 2002  | Lars-Hendrik Röller    | Université Humboldt de Berlin                              |
| 2003  | Harald Uhlig           | Université Humboldt de Berlin                              |
| 2004  | Benny Moldovanu        | Université rhénane Frédéric-Guillaume de Bonn              |
| 2005  | Simon Gächter          | Université de Nottingham                                   |
| 2006  | Axel Ockenfels         | Université de Cologne                                      |
| 2007  | Georg Nöldeke          | Université de Bâle                                         |
| 2008  | Armin Falk             | Université rhénane Frédéric-Guillaume de Bonn              |
| 2009  | Holger Görg            | Université Christian-Albrecht de Kiel                      |
| 2010  | Roman Inderst          | Université Johann Wolfgang Goethe de Francfort-sur-le-Main |
| 2011  | Peter Egger            | Université de Zurich                                       |
| 2012  | Felix Kübler           | Université de Zurich                                       |
| 2013  | Michèle Tertilt        | Université de Mannheim                                     |
| 2014  | Ludger Wößmann         | Université Louis-et-Maximilien de Munich                   |
| 2015  | Uwe Sunde              | Université Louis-et-Maximilien de Munich                   |
| 2016  | Nicola Fuchs-Schündeln | Goethe University Frankfurt                                |
| 2017  | Georg Weizsäcker       | Université Humboldt de Berlin                              |
| 2018  | Moritz Schularick      | Université rhénane Frédéric-Guillaume de Bonn              |
| 2019  | Davide Cantoni         | Université Louis-et-Maximilien de Munich                   |
| 2020  | Fabian Waldinger       | Université Louis-et-Maximilien de Munich                   |
| 2021  | Florian Scheuer        | Université de Zurich                                       |
| 2022  | Christian Bayer        | Université rhénane Frédéric-Guillaume de Bonn              |
| 2023  | David Dorn             | Université de Zurich                                       |